# Acalypha capitata
Acalypha capitata é uma espécie de flor do gênero Acalypha, pertencente à família Euphorbiaceae.